# European Women in Mathematics
European Women in Mathematics (EWM) est une organisation professionnelle internationale dédiée à soutenir l'engagement des femmes dans les mathématiques. Ses objectifs consistent à encourager les femmes à étudier les mathématiques et à offrir une visibilité aux femmes mathématiciens. Elle est la « première et la plus connue » de plusieurs organisations dédiées aux femmes en mathématiques en Europe.

## Histoire
Bien que le groupe qui est devenu EWM ait commencé à tenir des réunions informelles dès 1974, EWM a été fondée en tant qu'organisation en 1986 par Bodil Branner (en), Caroline Series, Gudrun Kalmbach, Marie-Françoise Roy et Dona Strauss, inspirées par les activités de l'Association for Women in Mathematics aux États-Unis. Elle a été créée en tant qu'association de droit finlandais en 1993 avec son siège à Helsinki,. En fait, la structure de base définissant l'animatrice (convenor), le comité permanent et les coordinateurs a été établie entre 1987 et 1991. Un réseau de messagerie électronique EWM a été créé en 1994, suivi d'une page Web en 1997.
L'organisation a un comité scientifique, conjointement avec la Société mathématique européenne et son comité sur les femmes en mathématiques.

## Activités régulières

### Assemblées générales
EWM tient une Assemblée générale tous les deux ans sous la forme d'une conférence d'une semaine avec un programme scientifique de mini-cours sur des sujets mathématiques, des discussions sur la situation des femmes sur le terrain et une assemblée générale.
Des assemblées générales ont eu lieu à Paris (1986), Copenhague (1987), Warwick (1988), Lisbonne (1990), Marseille (1991), Varsovie (1993), Madrid (1995), Trieste ICTP (1997), Hanovre (1999), Malte (2001), Luminy (2003), Volgograd (2005), Cambridge (2007), Novi Sad (2009),, Barcelone (2011), Bonn (2013), Cortona (2015) et Graz (2018).

### Activités lors de conférences internationales
EWM organise des conférences satellites au Congrès européen de mathématiques et participe à la Conférence internationale ICWM des femmes en mathématiques, au Congrès international des mathématiciennes (International Congress of Women Mathematicians et maintenant World Meeting for Women Mathematicians).

## Associations semblables
Il existe de nombreuses associations et sociétés savantes semblables à la European Women in Mathematics qui célèbrent les femmes en mathématiques. Par exemple :
- Comité pour les femmes en mathématiques de l'Union mathématique internationale (IMU)[11] ;
- Comité des femmes en mathématiques de la Société mathématique européenne (EMS)[12] ;
- Comité scientifique EMS / EWM[13] ;
- Femmes et mathématiques[14] ;
- Comité des femmes en mathématiques de la London Mathematical Society (LMS)[15] ;
- Korea Women in Mathematical Sciences[16] ;
- Association for Women in Mathematics (AWM)[17] ;
- Projet Women in Math[18] ;
- Association of Women in Science and Education in Russian (AWSE)[19].

## Présidentes
- Sylvie Paycha